# Énergie en Macédoine du Nord
La production thermique à base de lignite représente en 2023, 47 % de la production électrique de la Macédoine du Nord. La Macédoine du Nord possède deux centrales thermiques brûlant du lignite à Bitola et à Oslomeï (Kičevo), construites sur des mines à ciel ouvert en voie d'épuisement : le lignite est de plus en plus remplacé par du charbon. La centrale de Bitola dépasse largement les seuils européens d'émissions de dioxyde de soufre.
En 2024, la Macédoine du Nord envisage de remplacer les centrales de Bitola (charbon) et de Negotino (fioul) par des centrales utilisant le gaz naturel et l'hydrogène.

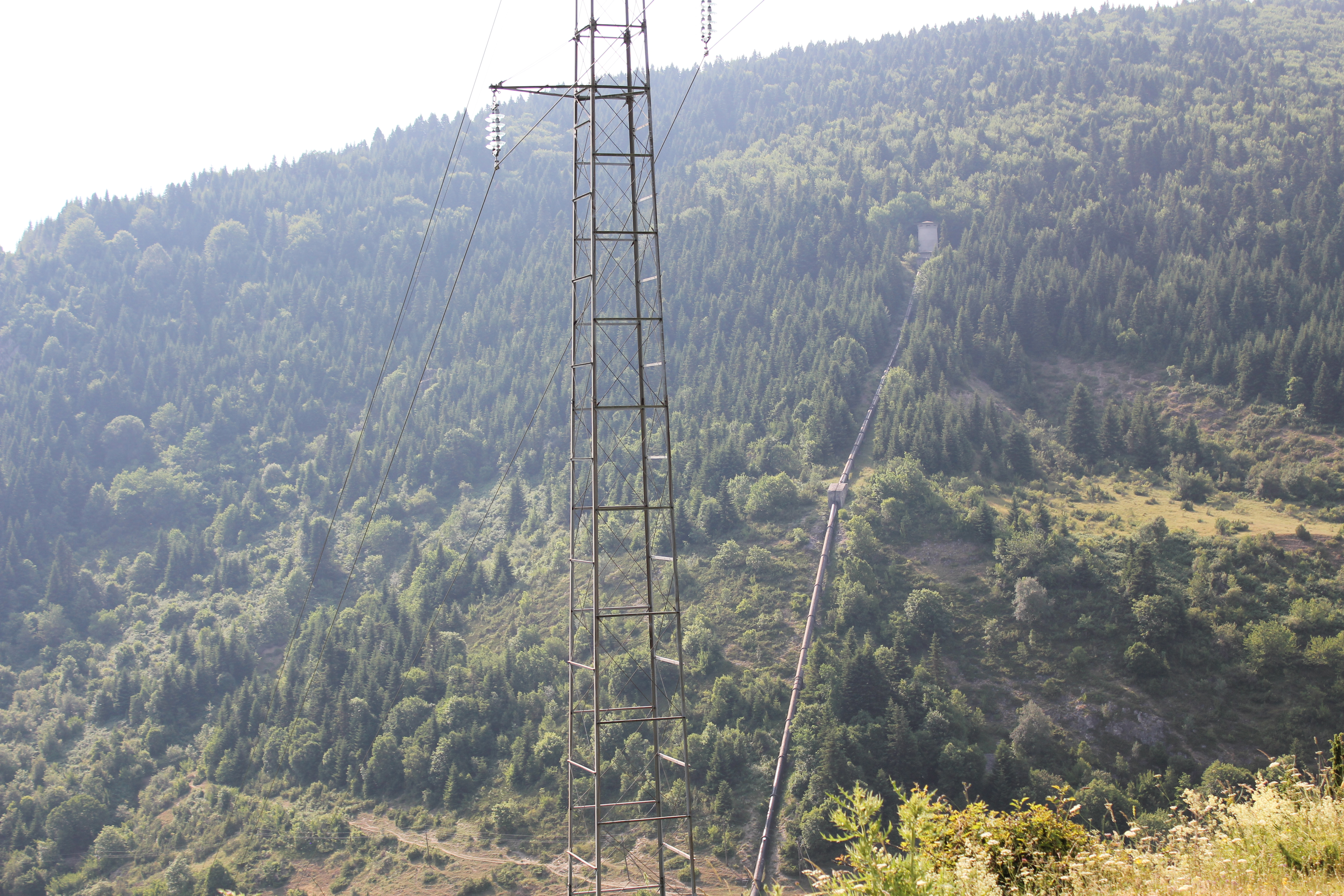
Pylône à haute tension près de Mavrovo en 2011.

La Macédoine du Nord a 8 centrales hydroélectriques qui, en 2022, produisent 20% de l'électricité du pays. Le gouvernement cherche des investisseurs pour les développer, celle de Mavrovo en particulier, pour accélérer le passage aux énergies renouvelables mais les associations écologistes protestent contre ces projets.
Les conditions naturelles sont favorables à l'énergie solaire. Une centrale solaire a été construite sur le site d'une ancienne mine de lignite associée à la centrale d'Oslomeï : cependant, cette centrale solaire n'est pas raccordée au réseau.
La Macédoine du Nord souhaite s'associer à la Grèce pour construire un terminal de gaz naturel liquéfié à Alexandroupolis sur la mer Égée.